# Procès des ministres de Charles X
Pour les articles homonymes, voir Procès des Ministères.
 (juillet 2024).
| Jules de Polignac (1780-1847)                                                                                        | Jean de Chantelauze       |
| Martial de Guernon-Ranville                                                                                          | Pierre-Denis de Peyronnet |
| Portraits des accusés. De gauche à droite, et de haut en bas : Polignac, Chantelauze, Guernon-Ranville et Peyronnet. |                           |

Le procès de quatre anciens ministres de Charles X, accusés d'avoir participé au coup de force constitutionnel (ordonnances de Saint-Cloud) du 25 juillet 1830 qui avait provoqué la révolution de Juillet, se tient devant la Chambre des pairs du 15 au 21 décembre 1830. Il constitue la première grande épreuve politique que doit affronter la monarchie de Juillet, qui en sort victorieuse et affermie.

## Arrestation
En août 1830, quatre ministres du dernier ministère du règne de Charles X, sont arrêtés alors qu'ils tentaient de fuir à l'étranger. Il s'agit du président du conseil, le prince de Polignac, du garde des sceaux, Jean de Chantelauze, du ministre de l'Intérieur, le comte de Peyronnet, et du ministre de l'Instruction publique, le comte de Guernon-Ranville. Dans la nuit du 26 au 27 août, ils sont internés au fort de Vincennes.
Dès le 19 août, dans une lettre adressée au prince Léopold de Saxe-Cobourg, Louis-Philippe révèle l'embarras que lui cause cette affaire : « J'ai un poids de moins sur le cœur depuis que je sais le roi Charles X parti et embarqué sain et sauf avec tout son monde ; j'aurais bien voulu qu'il eût emmené les malheureux ministres qui ont été se faire arrêter sur différents points au lieu de rester dans sa suite. I can say no more about that : fools they were and fools they are still ! » Le roi veut éviter l'exécution des anciens ministres, dont il craint qu'elle ne donne le signal d'une vague de Terreur révolutionnaire qui, emportant la monarchie de Juillet dans une spirale de violence, la conduirait à la guerre avec les puissances européennes. Mais il sait aussi qu'en leur sauvant la vie, il risque de se brouiller avec la gauche, qui a beaucoup contribué à le mettre sur le trône.

## Accusation

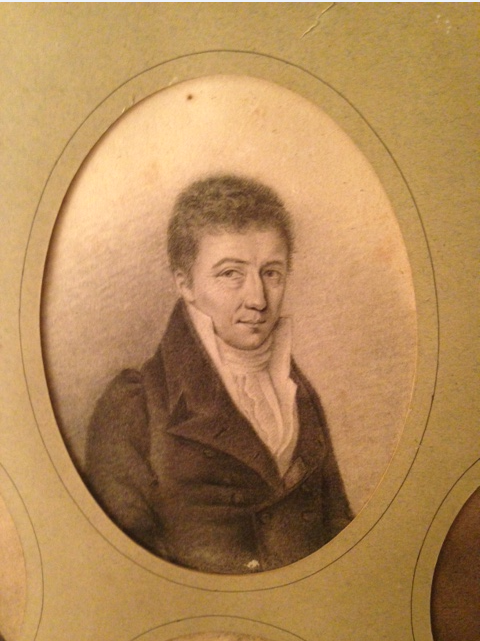
Le comte Bérenger, auteur du rapport d’accusation.

Le 13 août, un député d'extrême gauche, Eusèbe de Salverte, demande que les ministres, qui ont contresigné les ordonnances de Saint-Cloud du 25 juillet 1830, soient jugés pour haute trahison et comme responsables des victimes des Trois Glorieuses. Le centre droit allume un contre-feu dès le 17 août avec une proposition du député Victor Destutt de Tracy tendant à l'abolition de la peine de mort.
Le 23 septembre, Jean Bérenger, nommé commissaire du Roi, présente, à l’issue de la présentation de son épais rapport d’accusation devant la chambre des députés, une résolution réclamant la traduction des ministres devant la cour des pairs, et la nomination de trois commissaires pour y représenter l’accusation :

« La presse périodique détruite ; la censure rétablie ; les opérations des collèges audacieusement annulées sous la forme d'une dissolution de la chambre des députés ; nos lois électorales abrogées et remplacées par un vain simulacre d'élection ; la force des armes inhumainement employée pour comprimer l'indignation et pour assurer le succès de ces désastreuses mesures : voilà les crimes dont la réparation est due au pays. Mais plus la nation a droit à ce que la réparation soit éclatante, plus il lui importe que le haut tribunal qui est appelé à la prononcer soit indépendant et libre : s'il pouvait cesser de l’être, s'il y avait sur lui une apparence même légère d’oppression, sa décision ne serait pas un jugement ; la France, l'Europe, la postérité lui en contesteraient le caractère. »

## Émeutes d'octobre
Après plusieurs jours de débat, les députés adoptent la résolution « Bérenger » à la majorité des voix. Les trois commissaires élus sont Bérenger, Persil et Madier de Montjau. Mais, dès le 8 octobre, la même chambre vote par 225 voix sur 246 votants une adresse invitant le roi à présenter un projet abolissant la peine de mort, au moins en matière politique. Louis-Philippe saisit aussitôt la perche tendue : « Le vœu que vous exprimez, répond-il dès le lendemain, était depuis longtemps dans mon cœur. Témoin, dans mes jeunes années, de l'épouvantable abus qui a été fait de la peine de mort en matière politique, et de tous les maux qui en sont résultés pour la France et pour l'humanité, j'en ai constamment et bien vivement désiré l'abolition. »
Cet épisode suscite une tempête d'indignation chez les républicains. Les 17 et 18 octobre, des émeutiers envahissent le Palais-Royal avant de marcher sur Vincennes où ils essaient d'enlever et de lyncher les ministres. Le général Daumesnil, gouverneur du château de Vincennes, leur tient tête avec courage. Furieux, les manifestants marchent sur le Palais-Royal, qui n'est sauvé que de justesse grâce à l'interposition de quelques compagnies de gardes nationaux.
À la suite de ces émeutes, le ministre de l'Intérieur, Guizot, demande la révocation du préfet de la Seine, Odilon Barrot, qui, dans une proclamation aux Parisiens, a qualifié d’« inopportune démarche » l'adresse demandant l'abolition de la peine de mort. Guizot, appuyé par le duc de Broglie, estime qu'un haut fonctionnaire ne saurait critiquer un acte de la Chambre des députés, surtout lorsque celui-ci a été approuvé par le roi et par son gouvernement. Le garde des sceaux, le républicain Dupont de l'Eure, prend le parti d'Odilon Barrot et menace de démissionner s'il est désavoué. Cet épisode entraîne l'éclatement du premier ministère du règne de Louis-Philippe Ier.
Dans le ministère Laffitte, qui lui succède le 2 novembre, le roi nomme au ministère de l'Intérieur un jeune pair de France de 28 ans, Camille de Montalivet, qu'il charge spécifiquement d'assurer la sécurité du procès des ministres. Louis-Philippe voudrait laisser passer quelques mois avant de laisser le procès s'ouvrir, mais la Garde nationale, seule force sur laquelle le gouvernement peut s'appuyer pour maintenir l'ordre dans Paris, veut en finir avant Noël afin d'éviter que les achats de fin d'année ne soient perturbés par la crainte d'incidents.

## Procès

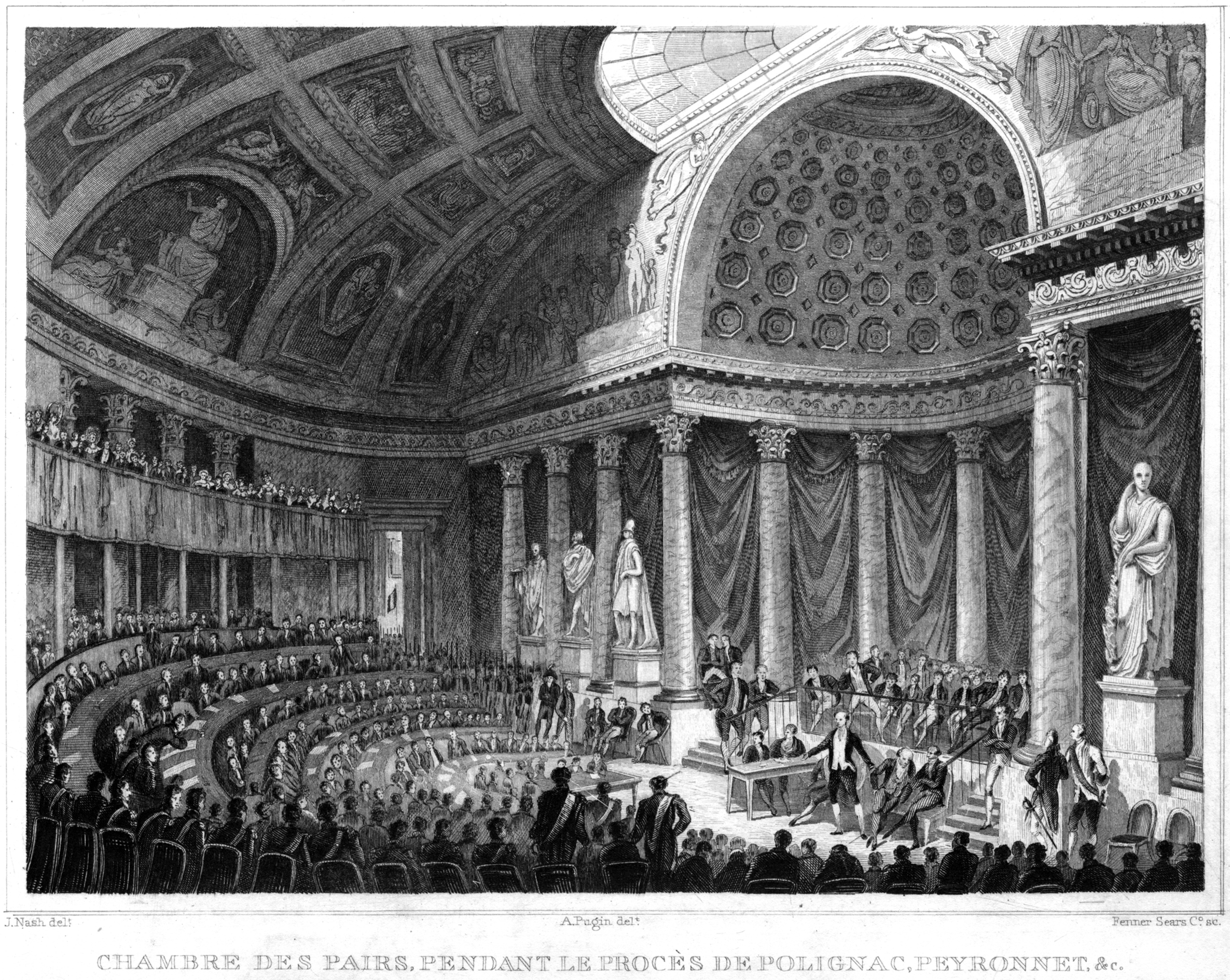
Procès dans l’hémicycle du palais du Luxembourg.

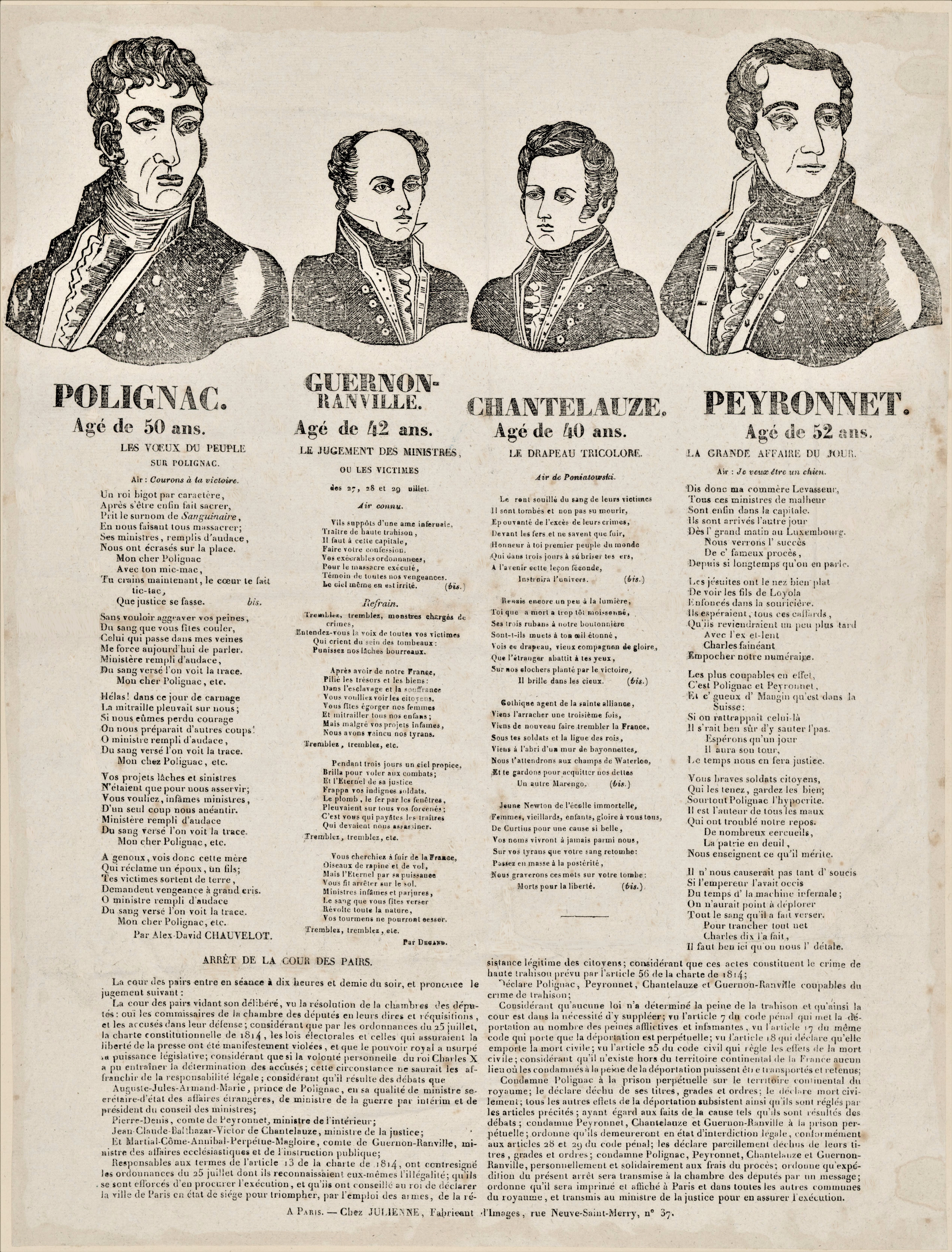
Portraits gravés des quatre anciens ministres.

Le 1er octobre, un message du président de la Chambre des députés a officiellement notifié la mise en accusation des ministres à la Chambre des pairs, chargée de leur jugement. Le 4 octobre, les pairs ont désigné une commission d'enquête. Le procès commence le 15 décembre au Palais du Luxembourg et dure 6 jours. Présidés par le baron Pasquier, président de la Chambre des pairs, les débats se déroulent dans la sérénité. Les témoins cités par les quatre accusés et par l'accusation, soutenue par le député Persil, qui reprend pour l'essentiel le très long et très circonstancié rapport du comte Bérenger, rapporteur devant la Chambre des députés (séance du 23 septembre). Persil met davantage en exergue la maladresse des ministres que leurs intentions criminelles éventuelles. Dans son réquisitoire, il  retient trois chefs d'accusation – abus de pouvoir dans les procédures électorales de juin-juillet, violation de la Charte par les quatre ordonnances de Saint-Cloud, attentat contre la sûreté de l'État par incitation à la guerre civile – et réclame une peine exemplaire et proportionnée à l'énormité des crimes commis, ce qui suggère la peine de mort sans toutefois la mentionner explicitement.
Les avocats des accusés prononcent de remarquables plaidoiries. Quoique moribond, le vicomte de Martignac a accepté de défendre son rival Polignac, qui l'avait remplacé à son poste en 1829. Il conteste la légalité des poursuites et l'opportunité d'une condamnation qui risque de replonger la France dans le chaos en ressuscitant les heures sombres de la Révolution : « Le coup frappé par vous ouvrirait un abîme et ces quatre têtes ne le combleraient pas. » Peyronnet, qui voulait assurer lui-même sa défense, lit un texte qu'il a préparé avant de passer la parole à son avocat Antoine Hennequin. Le jeune avocat de Chantelauze, Sauzet, qui fera ensuite une belle carrière politique, gagne d'emblée la notoriété par une brillante plaidoirie dans laquelle il soutient que, puisque la responsabilité des ministres n'a été introduite dans la Charte que comme la contrepartie de l'irresponsabilité du roi, elle n'a plus lieu d'être une fois la monarchie tombée. La plaidoirie fait sensation et, selon Louis Blanc, plusieurs pairs quittent leur place pour féliciter chaudement l'orateur, à telle enseigne que Pasquier doit leur rappeler que leurs fonctions de juges leur interdisent toute marque d'approbation. Enfin, Adolphe Crémieux, avocat de Guernon-Ranville, lui aussi au début de sa carrière et promis à une brillante destinée, s'évanouit au terme de sa plaidoirie.
Pendant que se déroulent ces débats, l'émeute gronde autour du Palais du Luxembourg. Les manifestants vocifèrent et réclament la tête des ministres. Pour protéger ceux-ci, le gouvernement ne peut compter que sur la garde nationale, mais celle-ci est en réalité sous la coupe de La Fayette, partage l'avis des manifestants. Le ministre de l'Intérieur, Montalivet, négocie avec celui-ci de ramener les accusés à Vincennes avant la fin du procès afin de leur éviter un lynchage. Mais La Fayette, soit par erreur, soit par duplicité, laisse les gardes nationaux se poster aux grilles de l'allée de l'Observatoire, par où le convoi devait partir, faisant échouer l'opération.
Le 21 décembre, Montalivet parvient malgré tout, par la ruse, à faire échapper les ministres : il les fait conduire au Petit Luxembourg, rue de Vaugirard, et les fait monter dans sa propre voiture tandis que lui-même monte à cheval avec son escorte de cavalerie. L'équipage gagne sans encombre la barrière d'Enfer et le fort de Vincennes par la rue de Vaugirard, la rue Madame et la rue d'Assas. À la tombée de la nuit, un coup de canon tiré de Vincennes annonce au roi la réussite de l'opération.
Pendant ce temps, les pairs délibèrent. La sentence tombe à dix heures du soir, lue par Pasquier : les ministres sont condamnés à la détention perpétuelle, assortie de la mort civile pour Polignac. Lorsque le verdict est annoncé, la plupart des manifestants se sont déjà dispersés. Le lendemain, Paris est calme. Aussi, le 23, Louis-Philippe, accompagné du duc de Nemours, du maréchal Soult et de Montalivet et escorté par des officiers supérieurs de la garde, se rend-il en tournée d'inspection dans les douze arrondissements de Paris, pour exprimer sa reconnaissance aux unités de la garde, qui l'accueillent avec chaleur. Le soir, au Palais-Royal, l'on se presse « pour féliciter le roi et sa famille de l'heureux dénouement d'une crise aussi dangereuse : ils étaient tous ivres de joie ».

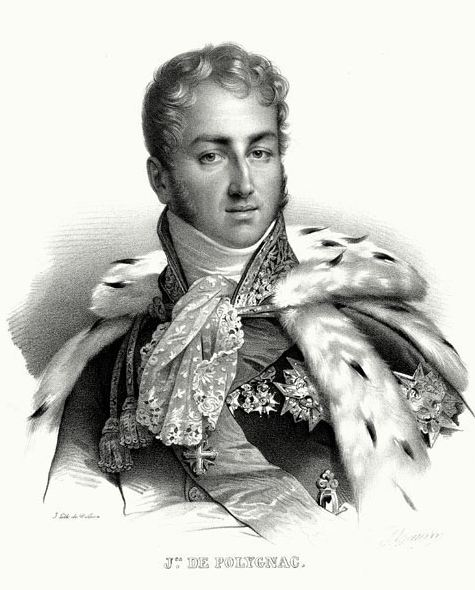
Le prince Jules de Polignac.
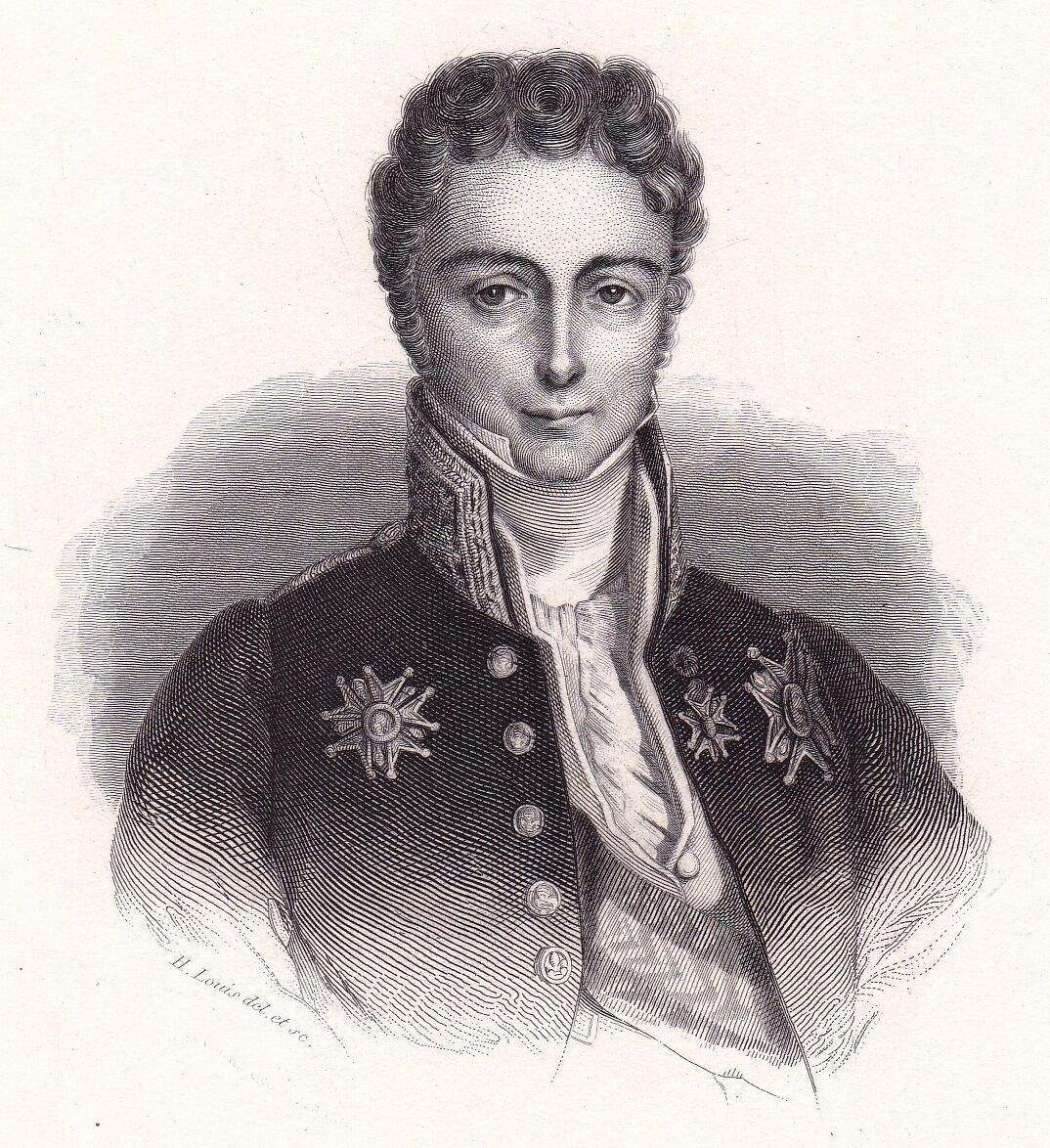
Le vicomte de Martignac, avocat du prince de Polignac.
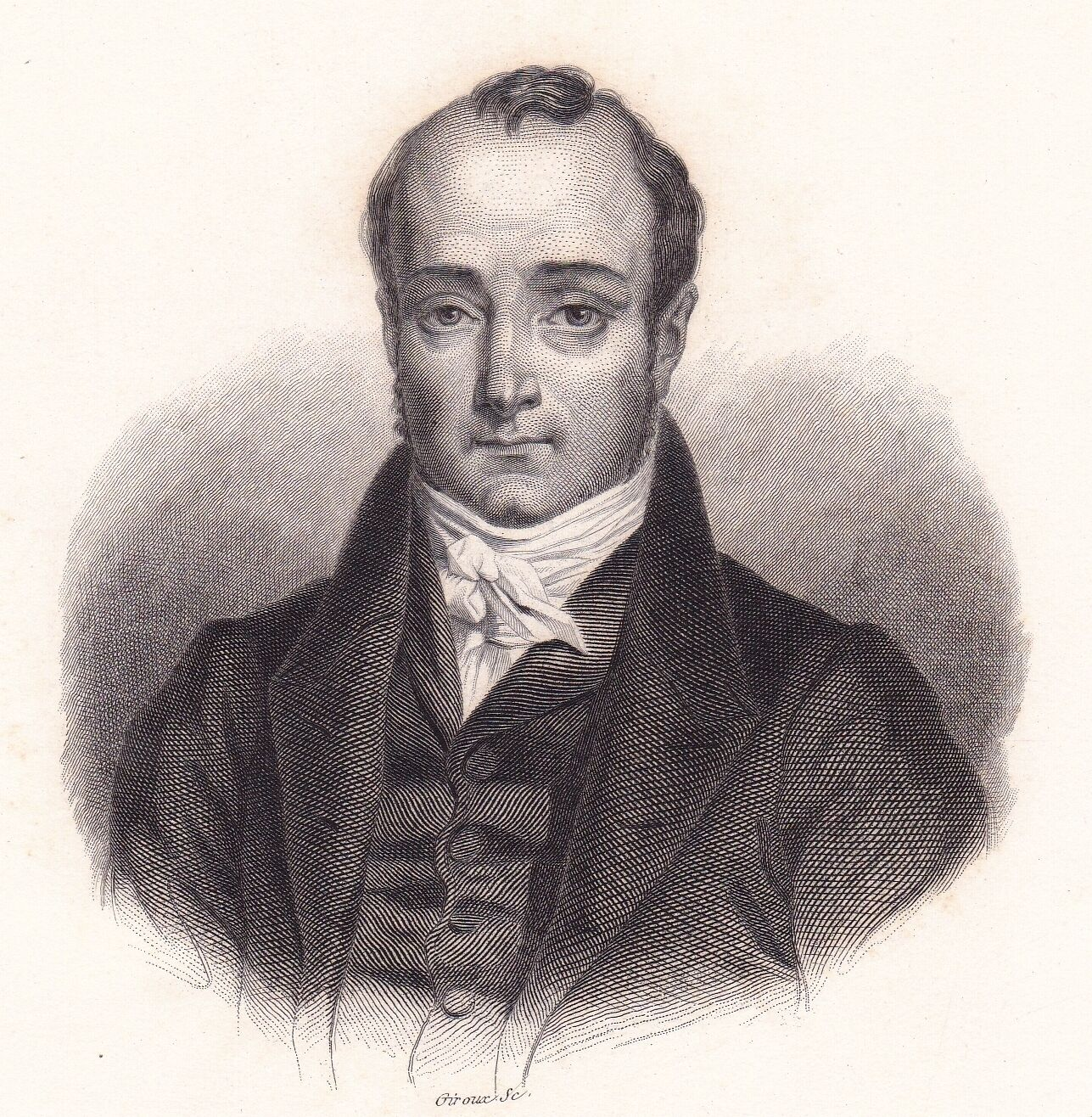
Sauzet, avocat de Chantelauze.
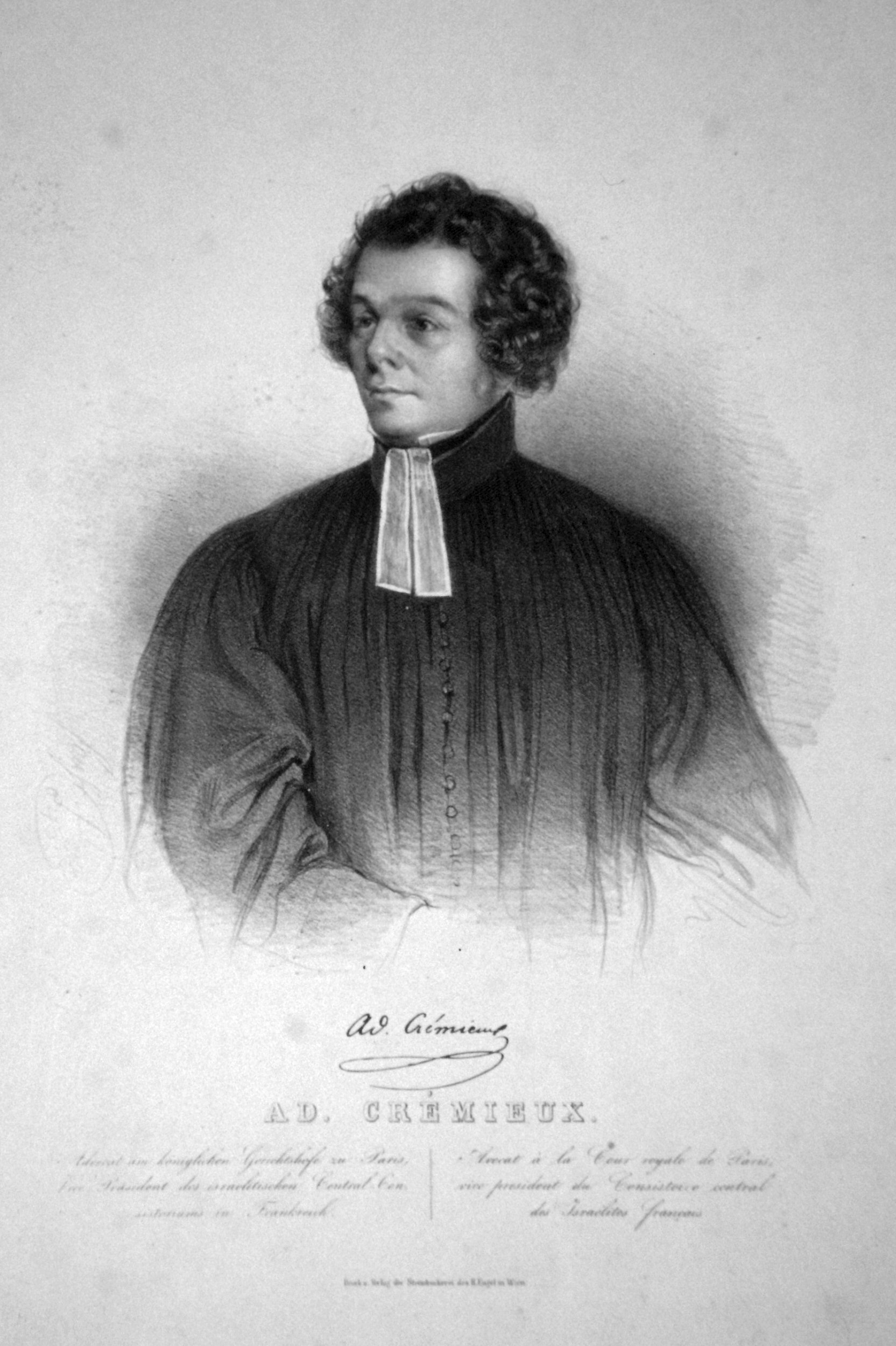
Adolphe Crémieux, avocat de Guernon-Ranville.